# Saint-Androny
Saint-Androny – miejscowość i gmina we Francji, w regionie Nowa Akwitania, w departamencie Żyronda.
Według danych na rok 1990 gminę zamieszkiwało 547 osób, a gęstość zaludnienia wynosiła 47 osób/km² (wśród 2290 gmin Akwitanii Saint-Androny plasuje się na 677. miejscu pod względem liczby ludności, natomiast pod względem powierzchni na miejscu 955.).